# Pelita Jaya Basketball Club
Il  Pelita Jaya Basketball Club è una società professionista di basket con sede nella città di Giacarta, capitale dell'Indonesia, che compete nella Indonesian Basketball League.
I colori sociali della squadra sono l'Arancione ed il Blu; le partite casalinghe del club vengono giocate presso la Gelora Bung Karno Indoor Stadium, una struttura situata a Giacarta che può ospitare fino a 2.500 spettatori.

## Storia
Il Pelita Jaya Basketball è una squadra di basket professionistica che vide la sua nascita nell'ottobre 1988, grazie al coinvolgimento del Bakrie Business Group, un conglomerato indonesiano fondato da Achmad Bakrie nel 1942, è uno dei più grandi gruppi imprenditoriali in Indonesia, che ha interessi in vari settori tra cui l'estrazione mineraria, il petrolio e il gas, lo sviluppo immobiliare, le infrastrutture, i media e le telecomunicazioni. Il club venne fondato con l'intento di partecipare alla promozione delle attività sportive nazionali. Nel corso del tempo, questa idea si e questo contributo della famiglia Bakrie alla comunità, nel campo dello sport, si è trasformata in un'ossessione e in un impegno per continuare a sviluppare il Pelita Jaya Basketball affinché diventasse il club di basket numero uno in Indonesia.
La squadra negli anni novanta prendeva parte al KOBATAMA, il predecessore dell'attuale campionato nazionale dell'Indonesia, riuscendo anche a vincere per due edizioni consecutive il torneo nell'edizione 1990 e in quella 1990-1991.
Dal 2003 la squadra prende parte alla Indonesian Basketball League, il nuovo massimo campionato nazionale introdotto sempre in quell'anno. Dopo aver collezionato quattro secondi posti, nel corso dei primi dodici anni della IBL, nella stagione 2017 dopo aver concluso al terzo posto la stagione regolare il Pelita arrivò per la quinta volta, la seconda consecutiva, alle finali per il titolo; nella serie finale, giocata al meglio delle tre partite, la squadra riuscì questa volta ad avere la meglio sul Satria Muda Pertamina, imponendosi per 2-1 ed aggiudicandosi per la prima, e fino ad ora unica, volta nella sua storia il titolo della Indonesian Basketball League.
Nella stagione 2023 il club arriva dopo aver concluso la stagione regolare al primo posto in condivisione con il Satria Muda Pertamina ed il Prawira Bandung e per l'ottava volta è arrivato alle finali della IBL, dove però è uscito sconfitto nella serie giocata contro il Prawira Bandung.
Il secondo posto nel campionato ha però permesso al Pelita di poter partecipare al torneo di qualificazione per la prima edizione della nuova Basketball Champions League Asia. La squadra dopo aver concluso al primo posto il suo girone nella prima fase del Torneo di qualificazione con tre vittorie su tre partite, ha ottenuto l'accesso per il girone finale; anche nella fase finale giocatasi proprio a Giacarta, in Indonesia, il Pelita, inserito nel girone con i connazionali del Prawira Bandung, l'Eastern Hong Kong e la squadra della Malaysia del Matrix Deers, ottenne nuovamente tre successi in altrettante partite, concludendo il Torneo da imbattuta ed ottenendo la qualificazione per la Basketball Champions League Asia 2024; qualificazione alla massima competizione continentale che è la prima nella storia del club.

## Palmarès

### Titoli nazionali
- Indonesian Basketball League
  - Campione (2): 2017, 2024
  - Finalista (8): 2009, 2012-2013, 2014-2015, 2016, 2018, 2021, 2022, 2023
- KOBATAMA
  - Campione (2): 1990, 1990-1991
- IBL Cup Tournament
  - Campione (1): 2022

## Organico

### Roster 2023-2024
Il roster per la stagione 2023-2024 
|    | Naz.                                          | Ruolo | Sportivo                | Anno | Alt. | Peso |  |
| -- | --------------------------------------------- | ----- | ----------------------- | ---- | ---- | ---- |  |
| 1  | Indonesia (bandiera)                          | PG    | Muhamad Arighi          | 1998 | 182  | 80   |  |
| 2  | Stati Uniti (bandiera)                        | C     | James Dickey            | 1996 | 208  | 93   |  |
| 3  | Indonesia (bandiera)                          | PG    | Yesaya Saudale          | 2000 | 178  | 63   |  |
| 6  | Indonesia (bandiera)                          | G     | Harits Prasidya         | 2000 | 180  | 78   |  |
| 7  | Indonesia (bandiera)                          | PG    | Andakara Dhyaksa        | 1992 | 173  | 73   |  |
| 8  | Indonesia (bandiera) · Stati Uniti (bandiera) | G     | Anthony Beane           | 1993 | 188  | 86   |  |
| 9  | Indonesia (bandiera)                          | G     | Agassi Goantara         | 1999 | 187  | 84   |  |
| 11 | Indonesia (bandiera)                          | AP    | Aldy Izzatur Rachman    | 2000 | 192  | 79   |  |
| 12 | Indonesia (bandiera)                          | G     | Muhamad Noor            | 1999 | 180  | 75   |  |
| 12 | Indonesia (bandiera)                          | PG    | Reggie Mononimbar       | 1994 | 185  | 79   |  |
| 13 | Indonesia (bandiera) · Stati Uniti (bandiera) | AP    | Brandon Jawato          | 1993 | 193  | 91   |  |
| 15 | Indonesia (bandiera)                          | C     | Vincent Rivaldi Kosasih | 1995 | 203  | 96   |  |
| 17 | Indonesia (bandiera)                          | PG    | Greans Tangkulung       | 2001 | 178  | 67   |  |
| 19 | Indonesia (bandiera)                          | AG    | Muhammad Reza Guntara   | 1995 | 193  | 110  |  |
| 24 | Stati Uniti (bandiera)                        | C     | Jeff Withey             | 1990 | 213  | 111  |  |
| 26 | Indonesia (bandiera)                          | AG    | Nickson Damara Gosal    | 2000 | 194  | 93   |  |
| 32 | Stati Uniti (bandiera)                        | AP    | K.J. McDaniels          | 1993 | 197  | 93   |  |
| 44 | Indonesia (bandiera)                          | AP    | Abiyyu Ramadhan         | 1998 | 196  | 88   |  |
| 55 | Stati Uniti (bandiera)                        | G     | JaQuori McLaughlin      | 1997 | 193  | 83   |  |

### Staff tecnico
| Ruolo           | Nome                    |
| --------------- | ----------------------- |
| Capo Allenatore | Johannis Winar          |
| Assistente      | Rob Beveridge           |
| Assistente      | Koko Heru Setyo Nugroho |
| Assistente      | Hermanto                |

## Giocatori Importanti
- Ali Budimansyah[10]
- Ary Chandra
- Dimas Dewanto
- Govinda Julian Saputra[11]
- Ponsianus Nyoman Indrawan
- Andi Poedjakesuma
- Adhi Pratama
- Amin Prihantono
- Tri Hartanto[12]
- Wayne Bradford
- Michael Hodges
- Erick Christopher Sebayang
- Faisal Julius Achmad
- C. J. Giles
- Dominique Sutton
- Xaverius Prawiro
- Martavious Irving
- Malachi Richardson
- Teddy Apriyana Romadonsyah
- Ferdinand Damanik
- Kelly Purwanto
- Respati Ragil
- Fictor Gideon Roring
- Daniel Wenas